# Helopsaltes
A Helopsaltes a madarak osztályának verébalakúak (Passeriformes) rendjébe és a tücsökmadárfélék (Locustellidae) családjába tartozó nem.
Korábban egy szemétkosár-taxonba, az óvilági poszátafélék (Sylviidae) családjába sorolták, de az új besorolás szerint az új tücsökmadárfélék (Locustellidae) családba tartozik.
Az idesorolt 6 fajt korábban a közeli rokon Locustella nembe sorolták. A tücsökmadárfélék egész családját érintő molekuláris biológiai vizsgálatok feltárták, hogy a Locustella nemen belül a fajok két leszármazási vonalat, kettő külön kládot alkotnak. Mivel e nem így polifiletikussá vált, kettéosztották és 6 fajt áthelyeztek az újonnan létrehozott Helopsaltes nembe 2018-ban.
A csíkos tücsökmadár (Helopsaltes certhiola) lett az új nem típusfaja.

## Rendszerezés
A nembe az alábbi 6 faj tartozik:
- szahalini tücsökmadár (Helopsaltes amnicola), korábban (Locustella amnicola)
- óriás tücsökmadár (Helopsaltes fasciolatus), korábban (Locustella fasciolata)
- lápi poszáta (Helopsaltes pryeri), korábban (Locustella pryeri) vagy (Megalurus pryeri)
- csíkos tücsökmadár (Helopsaltes certhiola), korábban (Locustella certhiola)
- Pleske-tücsökmadár (Helopsaltes pleskei), korábban (Locustella pleskei)
- Middendorff-tücsökmadár (Helopsaltes ochotensis), korábban (Locustella ochotensis)